# Dryosaurus altus
Dryosaurus altus (gr. "reptil roble alto") es una especie y tipo del género extinto Dryosaurus de dinosaurio ornitópodo driosáurido, que vivió a finales del período Jurásico,hace aproximadamente 157 y 145 millones de años, en el Kimmeridgiense y el Titoniense, en lo que hoy es Norteamérica. Originalmente llamada Laosaurus altus por Marsh en 1978, Dryosaurus altus fue la única especie válida del género hasta 2018 donde Carpenter y  Galton describieran Dryosaurus elderae.